# به سر جام جم آنگه نظر توانی کرد
غزلی با مطلع «به سرّ جام جم آنگه نظر توانی کرد»، غزل شمارهٔ ۱۴۳ از دیوانِ حافظ در تصحیحِ محمد قزوینی و قاسم غنی است.

## در دیگر آثار هنری
عبدالمجید طالقانی در شوال ۱۱۸۲ ه‍.ق/فوریهٔ ۱۷۶۹ م این غزل را به‌صورت قطعه‌ای به قلم شکسته درآورده. این قطعه اکنون در مجموعه‌ای خصوصی در تهران نگهداری می‌شود. 